# 拉普人居住区
拉普人區域（英語：Laponian Area）是瑞典北部拉普蘭省的一個大型山區野生動物保護區，更準確地說是位於耶利瓦勒市镇、阿尔耶普卢格市镇和约克莫克市镇。該地區位處北極圈內，是薩米人（當地舊稱拉普人）長期以來的生活地區。該地區是當今最大且最後一個按照祖傳方式進行遊牧生活的地區。每年夏季，薩米人帶領他們的馴鹿群走向高山地區，這些地區的自然風景至今還保存著，但受機動車輛交通等威脅。可以從冰磧和水流路線的改變中，看到過去和現今的地質作用歷程。

## 图库

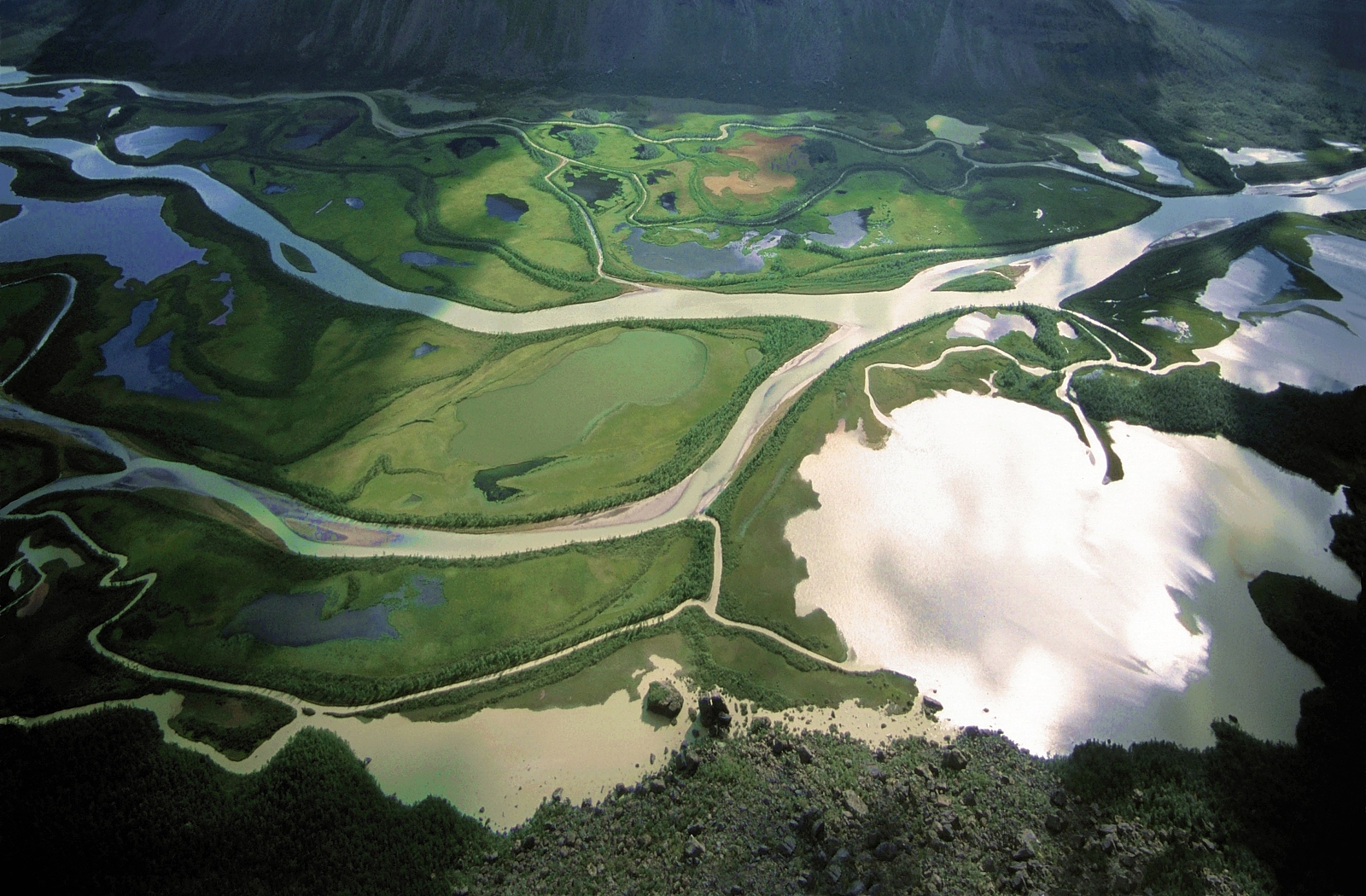
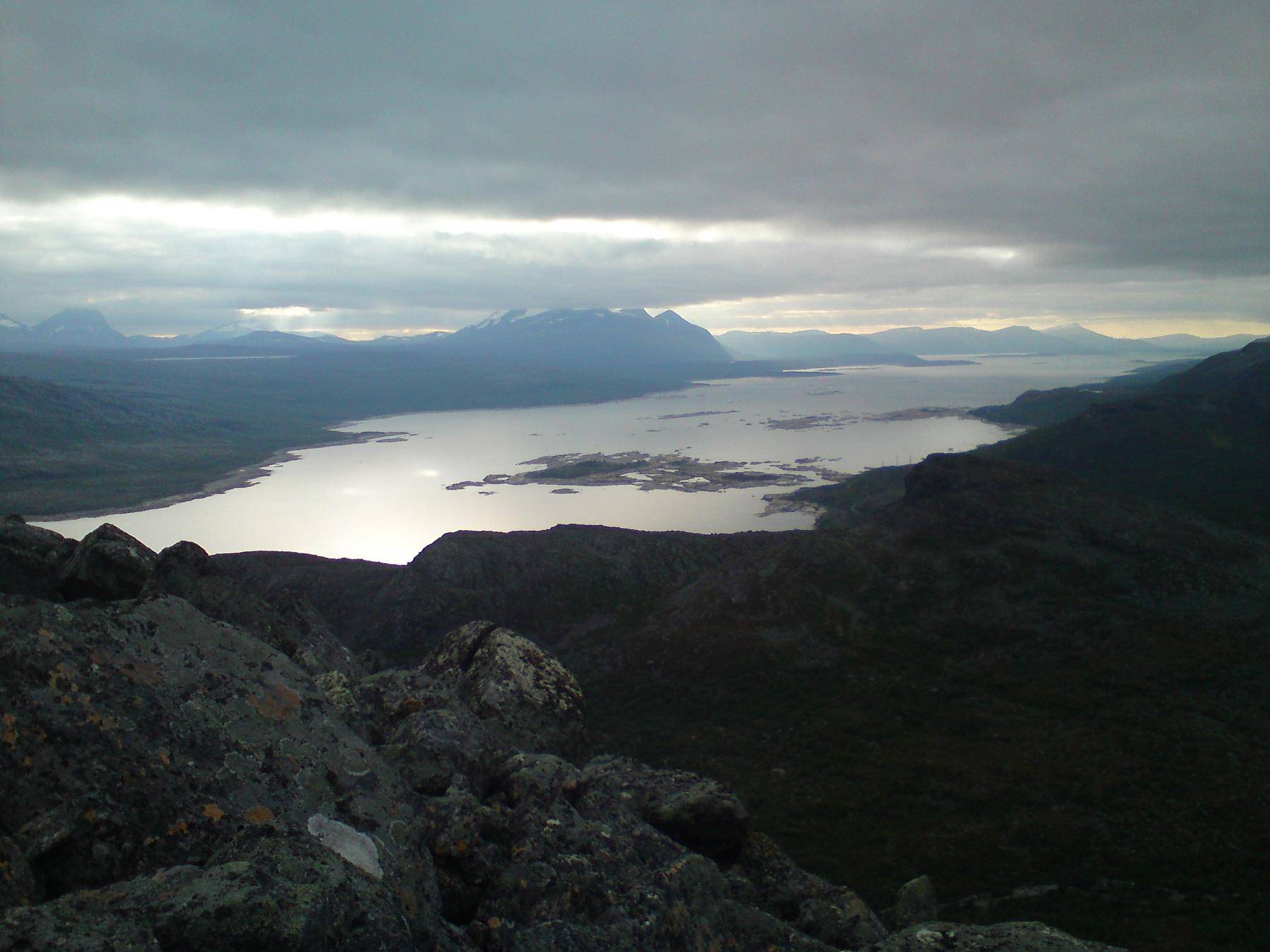
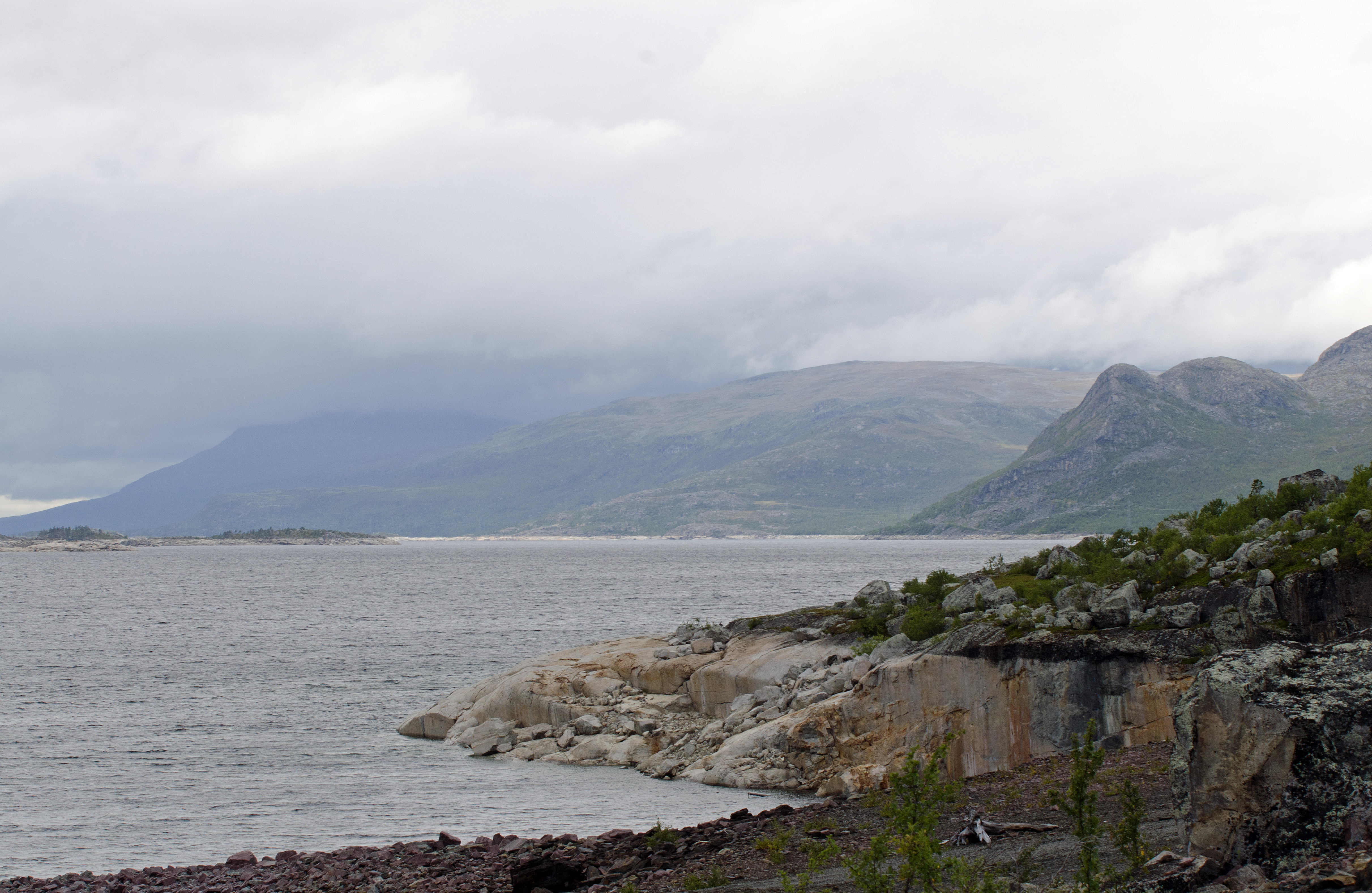
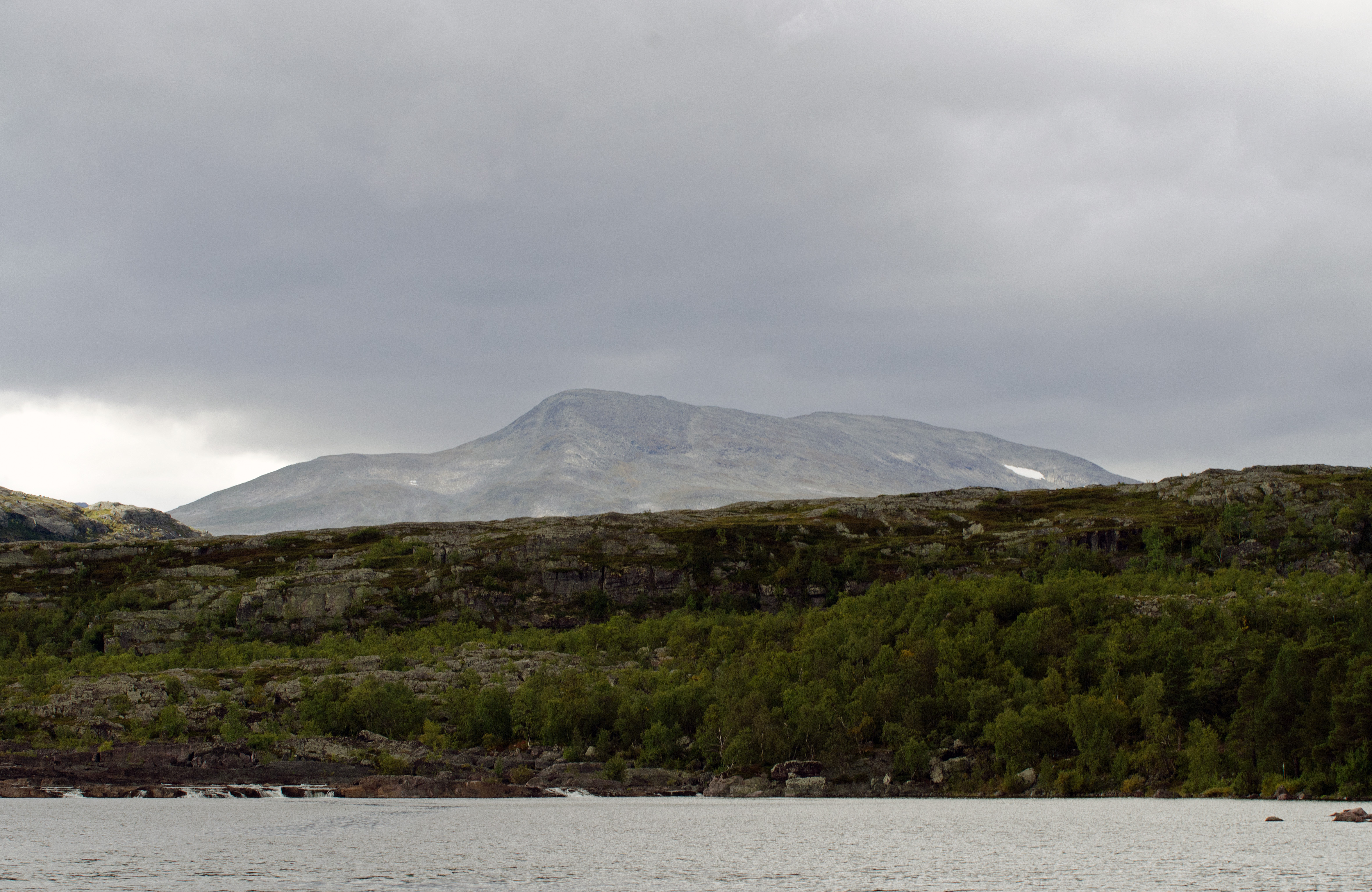
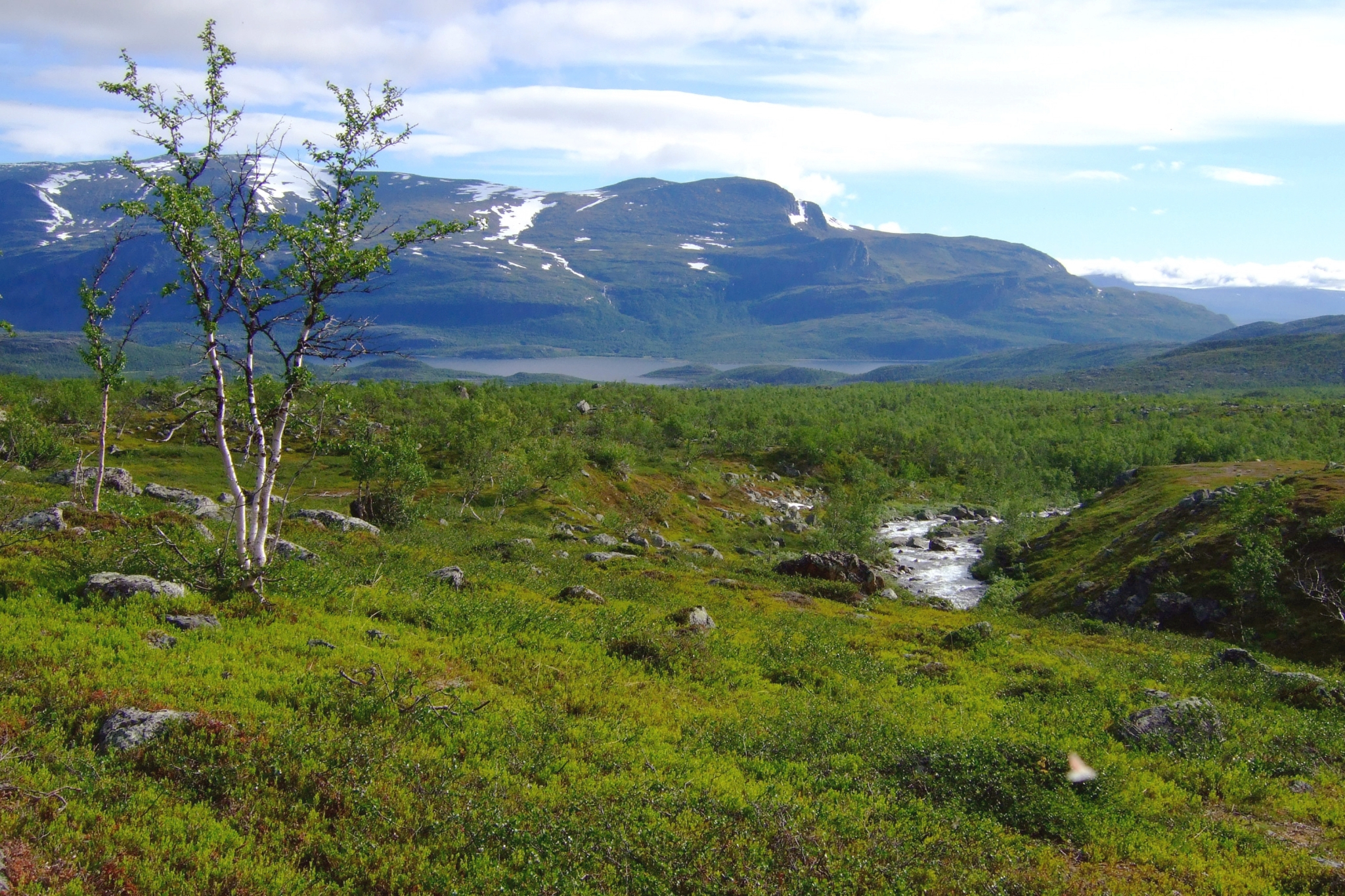
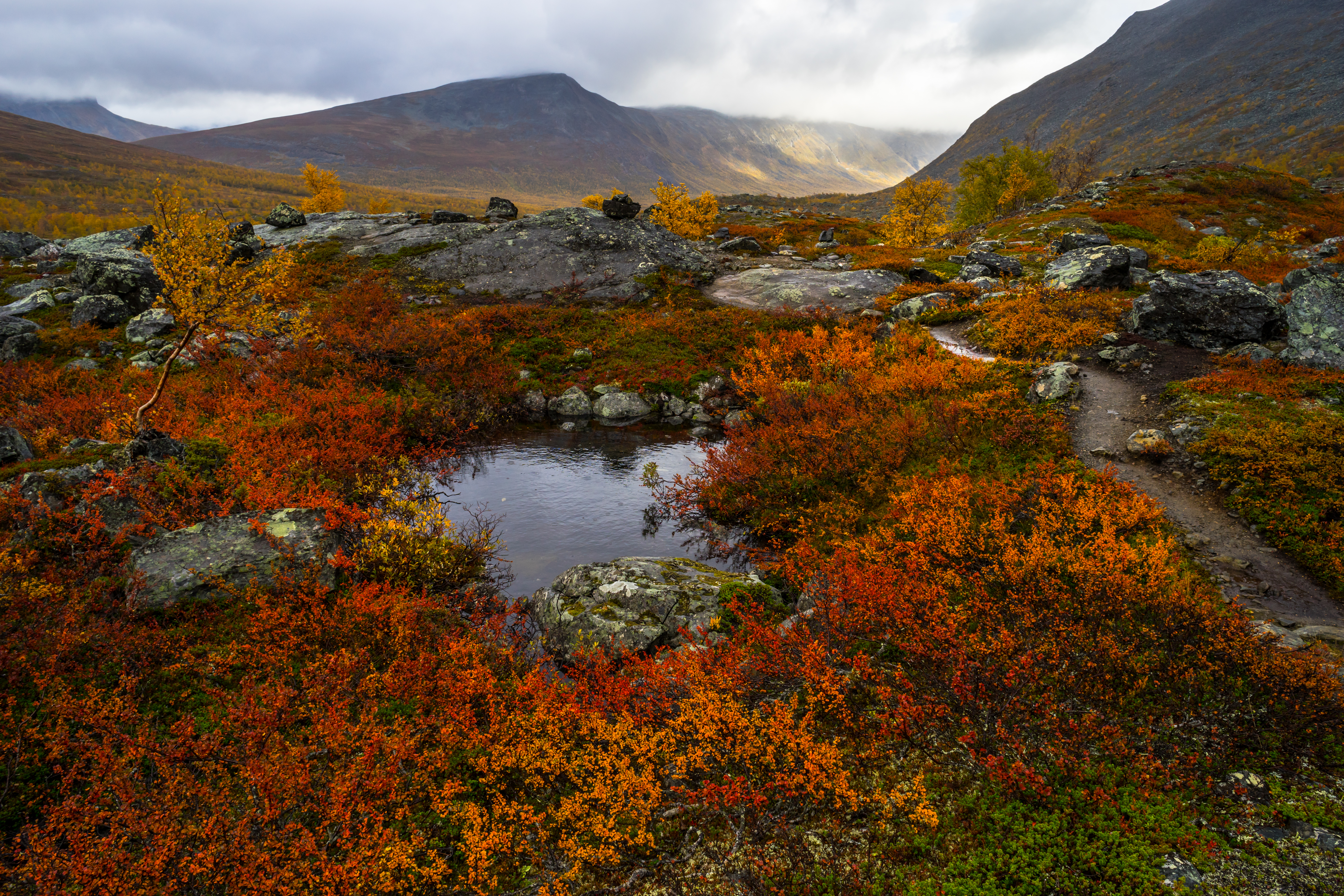

## 外部連結
- 联合国教育科学文化组织官方网站关于拉普人居住区介绍（页面存档备份，存于）
- 瑞典自然遗产网站关于拉普人居住区介绍
- 波尔尤斯官方网站 （页面存档备份，存于）